# 中視新聞6一下
《中視新聞6一下》（CTV News 6）為中視數位台的晚間生活娛樂新聞節目，簡稱《新聞6一下》，2009年8月31日開播，2011年8月12日停播。
2011年10月24日起，於中視新聞台復播，播出時間為台灣時間（UTC+8）星期一至五18:00至19:00，播至2014年3月11日止。
片頭動畫為短彩條快速平行移動之後，白閃光閃出標題數秒後帶入當日三則重點預告，背景音樂為具現代時尚感的中板曲風。

## 節目取向
「新聞6一下」選在原本的卡通時段推出，是希望能帶給闔家大小歡樂、喜悅的心情，偏重網路奇蒐、最新發明與科技、還有最輕鬆的休閒娛樂訊息，希望每個願意被我們服務的觀眾，都可以忘卻一整天的辛苦煩憂，獲得快樂的動力與能量。

「新聞6一下」開播不是播一般的新聞，舉凡燒殺擄掠、政壇紛爭口水等，看了會讓人心情不好的新聞，並不是「新聞6一下」的選材。

## 節目歷史
主頻道
- 籌備階段，節目名稱暫定為《中視新聞非試不可》，當時定位為「電視新聞版的Facebook」[1]。
- 2009年8月31日，《中視新聞非看不可》開播。
- 2009年10月，《中視新聞非看不可》更名為《中視新聞6一下》。
- 2011年3月19日，《中視新聞6一下》新增週六時段（承接已播畢的日本電視動畫《元氣媽媽》），由侯乃榕主持，播至2011年6月25日止。
- 2011年7月1日，《中視新聞6一下》主播由侯乃榕接任。
- 2011年8月15日，《中視新聞6一下》停播。

新聞台
- 2011年10月24日，《中視新聞6一下》於中視新聞台15:00時段復播，但節目型態同原本時段之《即時新聞現場》型態。
- 2011年10月31日，《中視新聞6一下》播出時間由15:00改為14:00。
- 2012年9月10日，因改播《2012倫敦奧運經典回顧》，《中視新聞6一下》播至2012年9月7日止。
- 2012年12月3日，《中視新聞6一下》復播，播出時間為週一至週五18:00。
- 2014年1月1日，《中視新聞6一下》正式改以，並在中視HD台以高畫質同步播出，但僅限鏡面及播報畫面部分，採訪畫面尚為標準畫質。
- 2014年3月12日，因節目改版轉到主頻道把名稱改為《中視新聞NEW一下》，《中視新聞6一下》停播。

## 播出時間
主頻道
- 2009年8月31日起，週一至週五18:00~18:58
  - 已於2011年8月12日停播
- 2011年3月19日起，週六18:00~18:56（新時段）
  - 已於2011年6月25日停播

新聞台
- 2011年10月24日起，週一至週五15:00~16:00
  - 2011年10月31日起，提前至14:00~15:00
  - 2012年9月7日起，暫停播出
- 2012年12月3日復播，播出時間為週一至週五18:00~19:00

## 新聞流程

### 主頻道時期
|          | 星期一                    | 星期二                    | 星期三                    | 星期四                    | 星期五                    |
| -------- | ------------------------- | ------------------------- | ------------------------- | ------------------------- | ------------------------- |
| 17:50:00 | 中視新聞6一下 預告        | 中視新聞6一下 預告        | 中視新聞6一下 預告        | 中視新聞6一下 預告        | 中視新聞6一下 預告        |
| 17:52:00 | 銀魂                      | 銀魂                      | 銀魂                      | 銀魂                      | 銀魂                      |
| 18:00:00 | 中視新聞6一下 第一段      | 中視新聞6一下 第一段      | 中視新聞6一下 第一段      | 中視新聞6一下 第一段      | 中視新聞6一下 第一段      |
| 18:25:30 | 廣告                      | 廣告                      | 廣告                      | 廣告                      | 廣告                      |
| 18:29:00 | 中視新聞全球報導 重點新聞 | 中視新聞全球報導 重點新聞 | 中視新聞全球報導 重點新聞 | 中視新聞全球報導 重點新聞 | 中視新聞全球報導 重點新聞 |
| 18:29:30 | 廣告                      | 廣告                      | 廣告                      | 廣告                      | 廣告                      |
| 18:30:00 | 中視新聞6一下 第二段      | 中視新聞6一下 第二段      | 中視新聞6一下 第二段      | 中視新聞6一下 第二段      | 中視新聞6一下 第二段      |
| 18:39:30 | 廣告                      | 廣告                      | 廣告                      | 廣告                      | 廣告                      |
| 18:43:30 | 中視新聞6一下 第三段      | 中視新聞6一下 第三段      | 中視新聞6一下 第三段      | 中視新聞6一下 第三段      | 中視新聞6一下 第三段      |
| 18:48:40 | 廣告                      | 廣告                      | 廣告                      | 廣告                      | 廣告                      |
| 18:55:10 | 中視新聞6一下 第四段      | 中視新聞6一下 第四段      | 中視新聞6一下 第四段      | 中視新聞6一下 第四段      | 中視新聞6一下 第四段      |
| 18:57:59 | 中視新聞全球報導          | 中視新聞全球報導          | 中視新聞全球報導          | 中視新聞全球報導          | 中視新聞全球報導          |

| 預告 | 動畫 | 休閒娛樂新聞 | 新聞 | 廣告 |

## 新聞主播
主頻道
- 平日：洪怡惠（前期）、侯乃榕（後期）
- 週六：侯乃榕（此時段已於2011/06/25停播）
- 代班：鄭怡軒（現已退出）、胡志成、侯乃榕

新聞台
- 1500→1400時段：中視主播群輪播
- 1800時段：胡志成

## 新聞口白
主頻道時期
- 開場口白：「（鞠躬）大家好，歡迎收看今天的中視新聞6一下，帶您輕鬆溜新聞。」
- 閉場口白：「很感謝您的收看，也誠摯的祝福您今天晚上有個愉快的夜晚，稍後請繼續鎖定中視新聞全球報導，我是洪怡惠，我們再會。」

## 新聞單元
主頻道時期
- 網路最熱門：網路上近期討論熱烈發燒的影片。
- 超6話題：近期熱門新聞話題。
- 世界超新奇：近期其他國家發生的新奇趣事。
- 世界超新鮮：近期其他國家發生的新鮮新聞。
- 放眼天下：近期其他國家發生的各類新聞。
- 科技新鮮事：近期的新科技商品新聞。
- 網路新鮮事-來來網網：網路上網友拍攝的新奇影片為主。
- 不可不知：近期重要大事、人物報導。
- 吸睛30秒：網路上國外網友拍攝的特別影片為主。
- 生活格子趣：各種新商品之宣傳。
- 最in生活：各種生活新商品之宣傳。
- 社會萬花筒：近期的社會新聞。
- 健康最前線：近期的健康保健新聞。
- 藝賭為快：當日的娛樂新聞。
- 娛樂星聞：當日的娛樂新聞。
- 電影搶先看：台灣近期要上映的電影預告。
- 流行情報：近期的流行服飾、配件商家之相關新聞。
- 吃喝玩樂趣：近期的吃、喝、玩、樂消費訊息。
- 旅遊情搜：近期的旅遊情報資訊。
- 玩家探路：近期的旅遊情報資訊。
- 藝文新視界：近期的藝文活動展覽資訊。
- 街頭特派員：記者至街頭、大學校園採訪民眾與學生，請民眾表達對於新聞的看法。
- 主播初體驗-一日主播：不定期讓藝人、演員嘗試當一節新聞的主播，篇幅約3-5篇左右。
- 今天我最型：當日最特別或最有特色的模特兒、獲獎得主等各種人物。
- 今天看我：當日最特別或最有特色的人物、團體或影片。
- 百萬部落客：介紹網路上經營部落格人氣百萬流量的部落客。
- 實在好味道：餐飲商家推出好吃美食之宣傳。
- 美食大募集：餐飲商家美食之宣傳。
- 法蘭西教室：快速學習烘培西點、法國料理的教學過程。由柯瑞玲老師示範教學，主播洪怡惠當助手。
- 街角情報站：以日本NHK新聞之新生活商品資訊為主。
- 週末好康：周休假期前四則關於活動訊息的資訊。
- 活動訊息：近期的活動訊息，周一至周五均會播出。
- 消費訊息：每天四則關於商家好康優惠。
- 關懷社會：關懷弱勢、獨居老人。
- 賺＄轉個彎：關於金融、財金、股票的資訊。
- 好禮大放送：贈送生活書籍、財經雜誌。每日會在片尾在電視畫面上公佈當天題目，答案就在每日播出的內容中，上中視官網填寫資料回答。

## 各單元主題列表
主頻道時期

### 主播初體驗-一日主播
- 2009年12月7日：青梅竹馬劇組演員馬念先、林韋君
- 2009年12月7日：青梅竹馬劇組演員Gino、洪小鈴
- 2009年12月18日：流行歌手信
- 2010年4月7日：神話劇組演員張世、張萌、胡歌
- 2010年5月10日：美人心計劇組演員陳鍵鋒
- 2010年11月15日：超級星光大道倪安東
- 2011年1月28日：幸福最晴天劇組演員賀軍翔

### 法蘭西教室
- 2010年9月10日：橘子餅乾
- 2010年10月1日：焗烤蛤蜊
- 2010年10月8日：秋天巧克力
- 2010年10月15日：番茄沙拉
- 2010年11月5日：白酒蛤蜊
- 2010年11月19日：香脆杏仁薄片
- 2010年11月26日：法式乾果巧克力
- 2010年12月3日：法式烤布蕾
- 2010年12月10日：巧克力蛋糕
- 2011年1月28日：覆盆子雞
- 2011年2月4日：國王餅
- 2011年2月11日：花生奶油蛋糕

## 廣告短片
主頻道時期
- 2010年，現在播出的是。[2]
  - NOW 中視新聞6一下 現在為您播出的是

- 2010年1月，「影片大募集」活動。[3]

- 2010年9月4日起，主播宣傳節目短片。[4]
  - 前半段無聲，指顯示「活潑、輕鬆、清新」字樣，後半段洪怡惠主播現身「由我美麗時尚 讓你活樂一下」。

- 2010年9月11日起，影像同9月4日主播宣傳節目短片。但改為全宣傳節目短片都有口白。[5]
  - 「誰說新聞一定要那麼嚴肅，它也可以輕鬆的看、開心的看，新聞6一下由網路奇搜最新的娛樂資訊或最好康的消費情報，要帶給你最幸福的新聞饗宴，由我美麗時尚，讓你活樂一下!」

- 2010年10月23日起，影像同9月4日主播宣傳節目短片。口白同9月11日宣傳節目短片，但最後一詞由活樂一下改為樂活一下。[6]
  - 「誰說新聞一定要那麼嚴肅，它也可以輕鬆的看、開心的看，新聞6一下由網路奇搜最新的娛樂資訊或最好康的消費情報，要帶給你最幸福的新聞饗宴，由我美麗時尚，讓你樂活一下!」

## 相關事件
- 2010年5月20日，報導同年3月9日初音未來演唱會影片。不過該節目被批評完全沒有深入了解實情，忽略了查證，因「現實跟虛擬已經傻傻分不清楚」等字句引起爭議。當該節目影片被上傳到Youtube與NICONICO動畫之後，隨即引發網友不滿，向中國電視公司提出抗議，並在網路各大討論區發起聲討之勢[7]。同月24日，中視在同一節目當中，針對這次事件做了對於初音未來的補充報導[8]，內容簡單的介紹了初音未來為首位登上公信榜虛擬歌手，並介紹身高體重等角色形象。同一天，主播洪怡惠在中視討論區打出道歉文，但有網友認為其誠意不足。洪主播之後於個人網誌詳述事發過程，道歉並認真回覆網友留言[9]。
- 2010年12月16日晚間6點18分，直播時主播沒注意已經從新聞畫面轉回攝影棚內，讓現場談話聲音曝了光。[10]

## 工作人員
主頻道時期
茲以2011年1月18日片尾顯示的工作人員表為例，省略贊助商名稱。各集片尾顯示的工作人員表未必與本表完全相同。
- 監製：胡雪珠
- 製作人：曾喜松、洪怡惠、張元培
- 督導：熊海瑞、黃乃琦、張騄遠
- 視訊：曲獻珠
- 攝影：廖怡婷
- 音效：趙恩慶
- 音效指導：高惠宗
- 視覺指導：孫中傑
- 電腦動畫：吳秉諭
- 主編：章國珍
- 美術編輯：宋皖媛
- 電腦字幕：楊宗衡
- 現場指導：莊婉茹
- 副導播：陳怡伶
- 導播：康素華、曾天麒、吳榮濤
- 監製：中國電視公司